# Contrari
Un contrari —també anomenat en la literatura occidental pallasso (clowns) o bufó (buffon)— era un membre d'un grup tribal d'amerindis dels Estats Units que adoptava un comportament que era deliberadament el contrari dels altres membres de la tribu. Els contraris s'han descrit entre les tribus ameríndies històriques de les Grans Planes. Eren un petit nombre d'individus organitzats lliurement en un culte que es dedicava a la pràctica d'un comportament contrari a qualsevol paradigma social.
Els contraris estan relacionats, en part, a les organitzacions de pallassos dels indis de les planes, així com a les societats militars de les planes que tenien guerrers inversos. La paraula lakota heyoka, que es podria traduir com a pallasso o oposat, serveix com a títol col·lectiu per a aquestes formes institucionalitzades de comportament contrari entre els indis de les planes. Quan els lakota van veure els primers pallassos europeus, els identificaren amb el seu propi terme per a pallassos, heyoka.

## Història del concepte
George B. Grinnell va introduir la designació de “contraris” basant-se en les seves visites als xeienes al voltant de 1898. Abans s'havien publicat reports escrits dels heyoka (contraris i pallassos dels lakota i santee). L'antropòleg cultural Julian Steward va descriure diverses formes de conducta contrària en el seu article de 1930 The Ceremonial Buffoon of the American Indian. En 1945, Verne Ray va examinar el comportament contrari a les danses rituals i cerimònies dels indis nord-americans i diferencià una característica addicional del complex contrari dels indis de les planures, la reacció inversa, el que significa fer el contrari del que se li demana.

## Rol social
El paper social dels pallassos amerindis de les planures era cerimonial, ja que el realitzaven principalment durant els rituals, les danses i les festes. A diferència dels pallassos, el paper especial dels contraris no es limitava a breus representacions, rituals o peu de guerra. Era la seva vida quotidiana. Els contraris dels indis de les planes eren únics i sense precedents històrics. John Plant va examinar els fenòmens etnològics de la conducta contrària, sobretot en les tribus dels indis de les planures d'Amèrica del Nord.
Els contraris dels indis de les planures eren persones compromeses amb un extraordinari estil de vida en el qual feien el contrari del que altres feien normalment. D'aquesta manera, es giraven totes les convencions socials en les seves oposats.
Conducta contrària vol dir fer deliberadament el contrari del que els altres fan de forma rutinària o convencionalment. En general era acompanyat per un discurs invers, en què es diu el contrari del que un realment vol dir. Per exemple, "no!" expressa "sí!" I "hola" significa "adéu". Dir "Avi, ves!" seria una invitació perquè ell vingui.

## Guerrers inversos
A més dels contraris i els pallassos cerimonials, moltes tribus de les Planes reconeixen certes persones que tenien el paper de guerrers "inversos". Aquests eren generalment guerrers experimentats que a la batalla respectaven a propòsit principis contraris, ximples o boges. En general, pertanyien a organitzacions militars que també participaven en les cerimònies de dansa. Només els guerrers "inversos" usen el discurs invers, i només fan el contrari del que se'ls ordena o instrueix per fer (reacció inversa). El guerrer "invers" carrega a la batalla quan se li ordena retirar-se i només podria caure quan se li ordena atacar.